# 榕右乡
榕右乡，是中华人民共和国四川省泸州市合江县曾经下辖的一个乡。2019年12月，撤销榕右乡，将其所属行政区域划归榕山镇管辖。

## 行政区划
榕右乡撤销前下辖以下地区：
木广社区、木广村、皇城坝村、万宝山村、八仙村、永安村和坪岩村。